# Pedicularis mayana
Pedicularis mayana är en snyltrotsväxtart som beskrevs av Hand.-mazz.. Pedicularis mayana ingår i släktet spiror, och familjen snyltrotsväxter. Inga underarter finns listade i Catalogue of Life.